# Cons-Sainte-Colombe
Pour les articles homonymes, voir Cons.
Cons-Sainte-Colombe est une ancienne commune française, située dans le département de la Haute-Savoie en région Auvergne-Rhône-Alpes.
Le 1er janvier 2016, la commune fusionne avec celle de Marlens pour former la commune nouvelle de Val de Chaise.

## Géographie

### Situation

#### Localisation
Cons-Sainte-Colombe se situe dans le Sud du département de la Haute-Savoie en région Rhône-Alpes, partiellement au contact de la limite avec le département de la Savoie.
Cons-Sainte-Colombe se trouve dans la vallée située en amont de la cluse et du lac d'Annecy, appelée vallée de Faverges, puis plus récemment pays de Faverges. Celui-ci appartient donc à l'ensemble plus vaste qu'est le bassin annécien, tout en formant une sous-entité bien distincte.
À vol d'oiseau, le village se situe à 2,4 km à l'est du chef-lieu de canton, Faverges et à 23,3 km au sud-est d'Annecy, la préfecture du département. Les autres principales villes se trouvent dans le département voisin de la Savoie, avec à l'est Ugine à 7 km, au sud-est Albertville à 9,6 km.
Le chef-lieu de commune est localisé par l'Institut national de l'information géographique et forestière à la longitude 6° 19′ 36″ est et à la latitude 45° 44′ 59″ nord.

#### Communes limitrophes

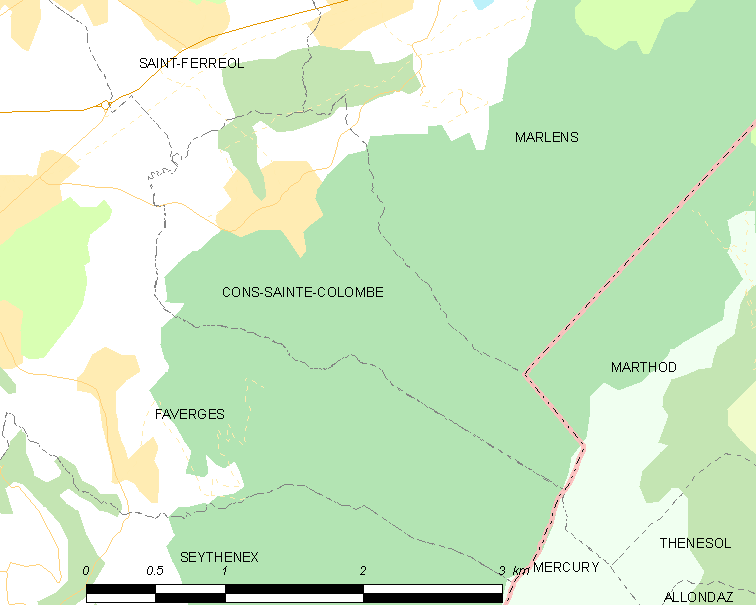
Cons-Sainte-Colombe et les communes voisines.

### Relief et géologie
La commune de Cons-Sainte-Colombe se situe sur les rebords de la vallée de Faverges, bassin correspondant à un pli réalisée par la trouée glaciaire d'Annecy-Ugine, que l'on appelle parfois pour cette section « trouée de Faverges ». Au-dessus, se situent les pentes septentrionales du chaînon de la dent de Cons, qui appartient à l'ensemble des Bauges.
Avec une superficie de 347 ha, elle la plus petite de l'ancien canton de Faverges, correspondant à la communauté de communes du pays de Faverges.
Les communes limitrophes avec Cons-Sainte-Colombe sont du Nord à l'Ouest et du Sud à l'Est : Marlens, Saint-Ferréol, Faverges, Marthod et Ugine

### Hydrographie
Le torrent dit « le Piassant » est composé d'un autre torrent se nommant le Nant. Il rejoint le Biel qui s'écoule dans la plaine de Faverges avant de se jeter dans la Chaise, jusqu'à Ugine pour rejoindre la rivière de l'Arly.

### Climat
La situation de Cons-Sainte-Colombe est celle d'un climat montagnard, dans un pays tempéré, où les hivers sont froids et neigeux, et la saison estivale est douce voire parfois connaît des épisodes orageux. Les intersaisons (avril et octobre) sont en moyenne un peu plus sèches, même si la pluviométrie peut être très élevée.

### Voies de communication et transports
Aucun bus ou moyen de transport en commune ne dessert la commune de Cons-Saint-Colombe.

## Toponymie
Cons-Sainte-Colombe est un toponyme composé de l'association du nom de la paroisse Cons  à celui de la sainte Colombe, patronne de la première chapelle édifiée, à partir de 1858.
Le toponyme Cons aurait des origines différentes. Selon Ernest Nègre, celui-ci trouve son origine dans le mot bas-latin cumba qui donnera le mot « combe » (vallon),. Selon le chanoine Gros, Cons serait une forme romane du mot latin comes signifiant « compagnon », qui donnera le mot français « comte ». Selon les auteurs de la collection Histoire des communes savoyardes qui consacrent un article à la commune, le nom proviendrait d'un propriétaire romain, Contius.
En francoprovençal, le nom de la commune s'écrit Konse, selon la graphie de Conflans.

## Histoire

### Antiquité
La plaine de Faverges semble occupée dès la période protohistorique. Le musée archéologique de Viuz-Faverges présente ainsi une hache en cuivre dite d'Englannaz, qui serait datée de la période dite « chalcolithique » (appelée aussi âge du cuivre), correspondant à la « période où un outillage, principalement en pierre, peut être complété par des objets en cuivre travaillé ».
La vallée de Faverges se trouve en territoire des Allobroges qui contrôlent l'avant-pays plat, entre le Rhône et les Alpes. Les différentes fouilles ont permis la découverte d'objets de la période celtique, notamment deux fibules remontant probablement au IVe siècle av. J.-C..
Il semblerait qu'une propriété romaine se soit établie à cet emplacement, mais peu de traces ont été retrouvées. Les auteurs de l'article sur la commune, dans Histoire des communes savoyardes (1981), indiquent cependant que le nom du village proviendrait du propriétaire, probablement un certain Contius. Le manque de sources provient notamment de l'action du torrent qui a dû ensevelir ou charrier celles-ci.

### Période médiévale
La paroisse de Cons, bien que plus ancienne, n'est mentionnée qu'à partir du XIVe siècle. La paroisse est rattachée au prieuré de Viuz. D'après une étude des revenus des paroisses du diocèse d'Annecy, il semble que ceux de Cons-Saint-Colombe soient ceux qui aient connu la plus importante progression en un siècle avec 500 % (passant de 20 à 100 florins entre 1411 et 1516).
La paroisse est fortement touchée par la peste en 1348, avec une baisse de la moitié de la population du village.
Une branche des sires des Clets, installés et contrôlant une partie de la vallée de Thônes jusqu'aux bords du lac d'Annecy, prêtent hommage pour une maison forte à Cons, au comte de Savoie. Ainsi en 1279, un certain Pierre Josserand des Clefs est mentionné comme homme-lige du comte de Savoie pour des possessions entre le bourg de Conflans jusqu'à Cons. Au XVe siècle, la seigneurie de Cons est possédée par un membre de la famille de Gilly (1428), puis un sire de Veigy, famille originaire du Chablais et installé dans la vallée de l'Isère (1448). Un petit-neveu des Veigy hérite de la seigneurie vers la fin du XVIe siècle. La seigneurie échoit en 1667 au marquis de Faverges, Claude Emmanuel Milliet de Faverges. Le château est ruiné en 1701.
Commune rurale, d'importants défrichements sont opérés vers la fin du XVIIe siècle. La commune connaît aussi une certaine activité artisanale et proto-industrielle. En 1696, un moulin et un scierie sont mentionnés. On trouve également par la suite un foulon, où les draps étaient foulés. On mentionne aussi une « martinette », soit un petit établissement où à l'aide d'un martinet on fabrique des outils en fer. En 1688, il est attesté qu'une tuilerie fonctionnait déjà au lieu-dit Grange-Neuve. L'atelier employait un peu moins de huit ouvriers de façon saisonnière. L'activité cessa définitivement vers 1880.

### Période contemporaine

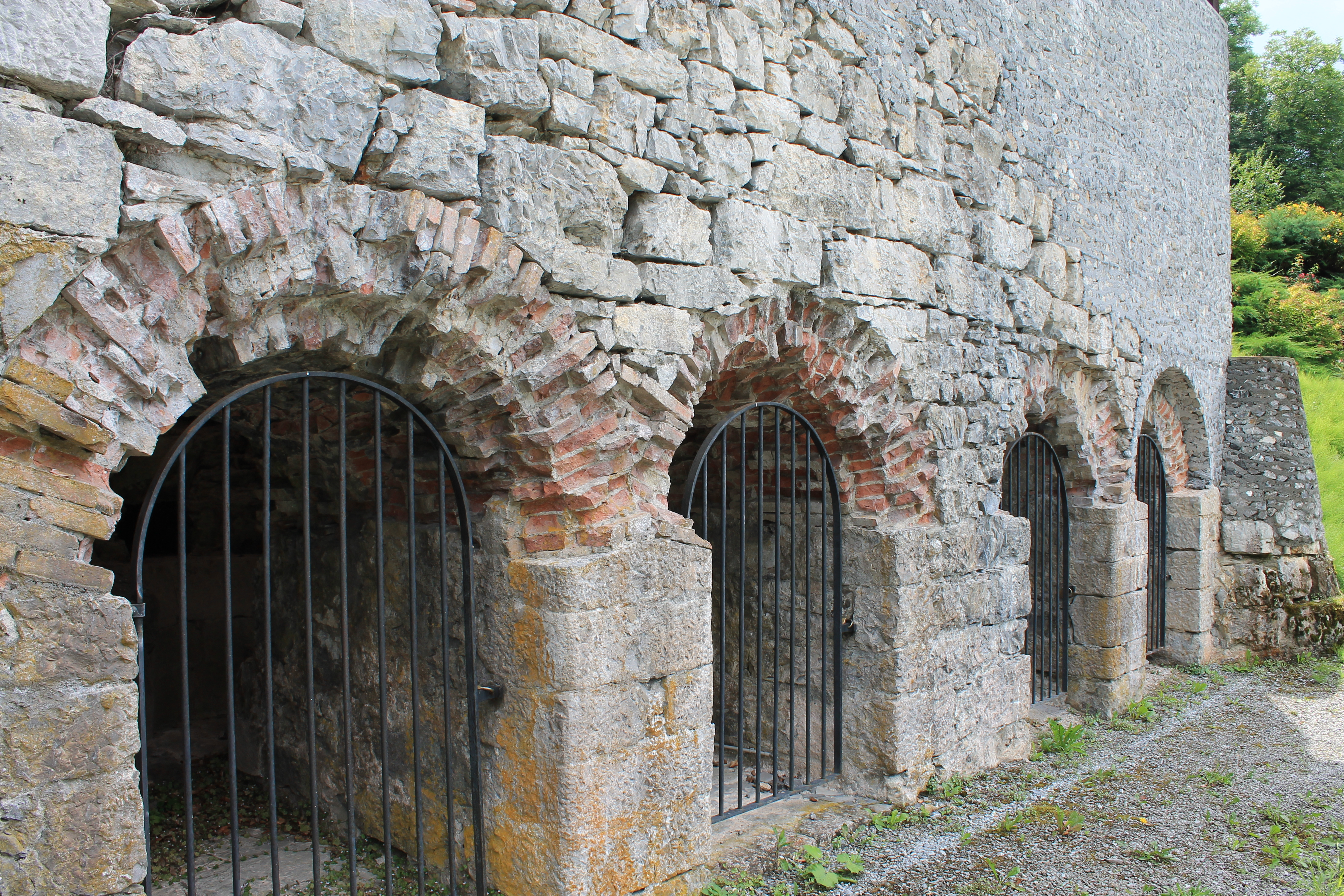
Cuves des fours à chaux (XVIII-XIXe siècles), rénovés en 2003-2004.

Dans la deuxième moitié du XVIIIe siècle, une production de chaux hydraulique commence et des fours à chaux quasi-industriels sont construits dont il reste encore aujourd'hui quelques ruines du côté d'Ombre. Les blocs de calcaire étaient extraits de la carrière proche. Le sommet de production eut lieu en 1864 puis commença à décliner à partir de 1870. En 1875, il atteignait encore 540 tonnes. La production était vendue dans la vallée de Faverges et jusqu'à Annecy — la chaux de Cons-Saint-Colombe fut utilisée pour la construction de la préfecture, de l'abbaye de Tamié, de l'église locale, du pont d'Outre-chaise près d'Ugine ou encore du château de Giez. La production s'arrêta définitivement en 1878. Le bâtiment a été entièrement restauré entre 2003-2004. Il fait l'objet de visites guidées chaque été.
Le 1er janvier 2016, elle fusionne avec Marlens pour former la commune nouvelle de Val de Chaise.

## Politique et administration

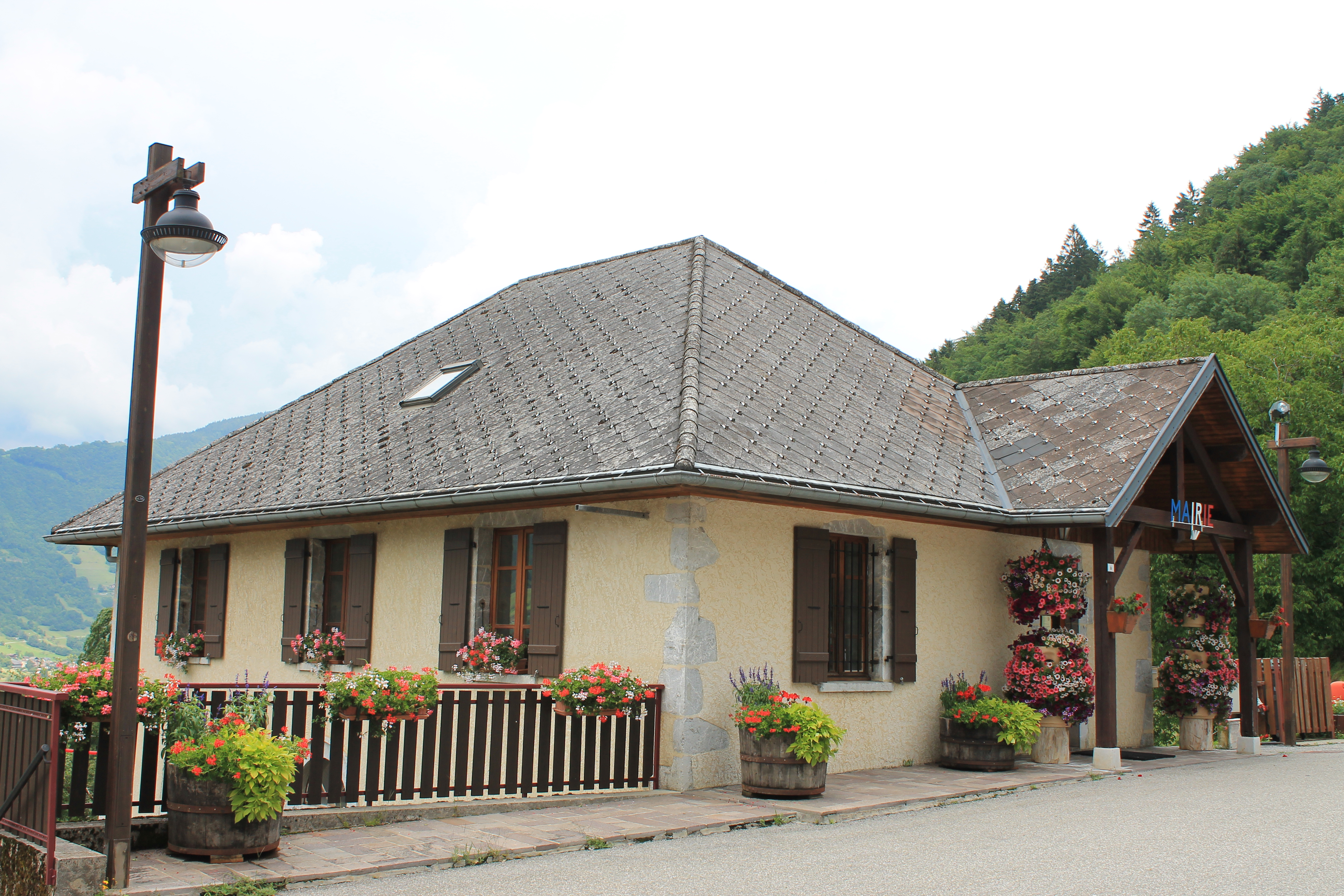
Mairie de Cons-Sainte-Colombe.

### Liste des maires
| Période | Période | Identité        | Étiquette | Qualité |
| ------- | ------- | --------------- | --------- | ------- |
| 1977    | 2014    | Alain Lathuraz  |           | ...     |
| 2014    | 2015    | Ulrich Gagneron |           | ...     |

## Population et société

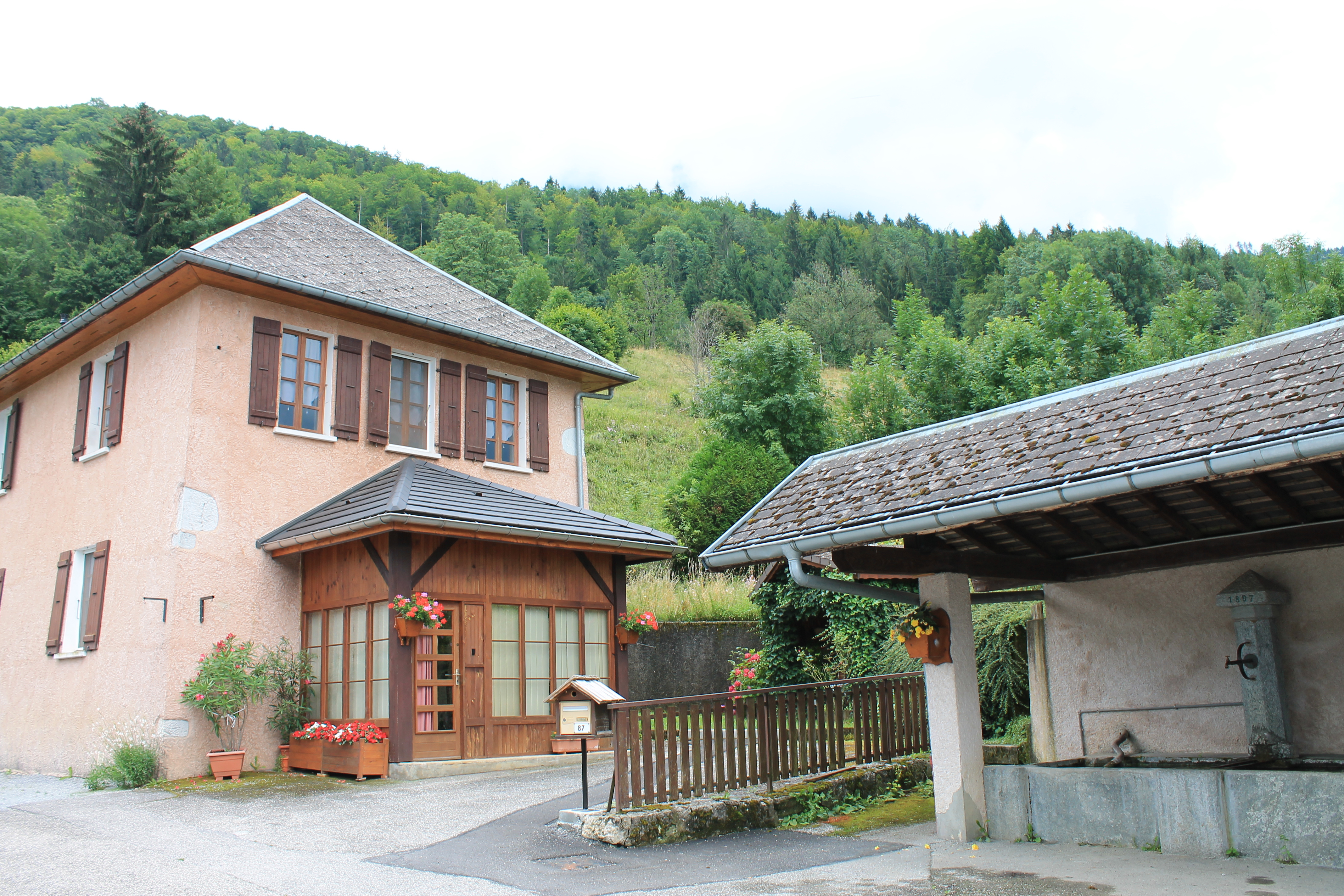
Ancienne école et bassin (1897) de Cons-Sainte-Colombe (chef-lieu).

Ses habitants sont appelés les Saintes-Colombiennes et Saints-Colombiens. On peut parfois trouver les formes Colombines et Colombins. Le sobriquet en patois est Leups de Sainta-Colomba. On trouve aussi le surnom de Coinards.

### Démographie
L'évolution du nombre d'habitants est connue à travers les recensements de la population effectués dans la commune depuis 1793. À partir du 1er janvier 2009, les populations légales des communes sont publiées annuellement dans le cadre d'un recensement qui repose désormais sur une collecte d'information annuelle, concernant successivement tous les territoires communaux au cours d'une période de cinq ans. 
Pour les communes de moins de 10 000 habitants, une enquête de recensement portant sur toute la population est réalisée tous les cinq ans, les populations légales des années intermédiaires étant quant à elles estimées par interpolation ou extrapolation. Pour la commune, le premier recensement exhaustif entrant dans le cadre du nouveau dispositif a été réalisé en 2006,.
En 2013, la commune comptait 372 habitants, en évolution de +11,38 % par rapport à 2008 (Haute-Savoie : +7,9 %, France hors Mayotte : +2,49 %).
| 1793 | 1800 | 1806 | 1822 | 1838 | 1848 | 1858 | 1861 | 1866 |
| ---- | ---- | ---- | ---- | ---- | ---- | ---- | ---- | ---- |
| 175  | 175  | 180  | 175  | 225  | 247  | 235  | 224  | 228  |

| 1872 | 1876 | 1881 | 1886 | 1891 | 1896 | 1901 | 1906 | 1911 |
| ---- | ---- | ---- | ---- | ---- | ---- | ---- | ---- | ---- |
| 215  | 222  | 202  | 205  | 194  | 177  | 162  | 171  | 169  |

| 1921 | 1926 | 1931 | 1936 | 1946 | 1954 | 1962 | 1968 | 1975 |
| ---- | ---- | ---- | ---- | ---- | ---- | ---- | ---- | ---- |
| 155  | 136  | 133  | 139  | 126  | 130  | 159  | 156  | 158  |

| 1982 | 1990 | 1999 | 2006 | 2011 | 2013 | - | - | - |
| ---- | ---- | ---- | ---- | ---- | ---- | - | - | - |
| 231  | 227  | 261  | 325  | 366  | 372  | - | - | - |

### Santé
Cons-Sainte-Colombe appartient au « Bassin 74123 : Faverges » avec 6 autres communes du canton de Faverges. Ce bassin comptait en 2008 sept médecins généralistes installés à Faverges, en 2012, ils ne sont plus que six. La desserte médicale est estimée en septembre 2012 à 1 médecin généraliste pour 1 759 hab., pour ce bassin. Un spécialiste en ophtalmologie est présent à Faverges. D'autres services liés à la santé sont aussi implantés, des dentistes, des infirmiers, un laboratoire d'analyse, des kinésithérapeutes, ainsi que des pharmacies sont également installés dans le chef-lieu de canton.
Faverges possède une maison de retraite.
La commune de Cons-Sainte-Colombe, comme l'ensemble des communes du canton, est attachée au service d'urgences du centre hospitalier Annecy Genevois. Anciennement idéalement placé du côté des Marquisats à Annecy, sur la RD 1508, ce dernier a dès lors déménagé en 2008 du côté de Metz-Tessy, obligeant la traversée de l'agglomération. Du côté d'Albertville, dans le département voisin, on peut également avoir accès au service du centre hospitalier intercommunal Albertville-Moûtiers.

### Enseignement
La commune de Cons-Sainte-Colombe est située dans l'académie de Grenoble. En 2015, elle administre une école maternelle et une école élémentaire regroupant 55 élèves.
L'ensemble des établissements sont rattachés, en 2013, au collège public du canton, le Collège Jean-Lachenal, situé à Faverges. Le collège, créé en 1966, porte le nom de l'un de ses premiers directeurs (1967 à 1979), qui fut également maire adjoint de 1959 à 1989. Certains élèves se rendent au collège de Saint-Jorioz ou les établissements privés du bassin annécien.
Les futurs lycéens poursuivent leurs études selon leurs options, dans l'un des lycées d'Annecy (Lycée Gabriel-Fauré ou lycée professionnel Germain Sommeiller, parfois le lycée Berthollet ou le lycée privé Saint-Michel). Certains optent toutefois pour l'un des enseignements d'établissements des villes du département savoyard voisin (Lycée polyvalent René Perrin d'Ugine ou Lycée général et technologique privé Jeanne d'Arc d'Albertville).
La ville de Faverges possède cependant un établissement préparant différents diplômes dans son lycée professionnel privé "La Fontaine" : C.A.P. (Esthétique-cosmétique, coiffure, dessinateur en communication graphique) ; B.P. (esthétique en alternance) ainsi que B.E.P. (Bio-services, carrières sanitaires et sociales, vente action marchande) ou encore Bac Pro (artisanat et métier d’arts option communication graphique, commerce, vente). On trouve également à Faverges, un institut médico-éducatif/SESSAD Guy Yver.

### Médias

#### Radios et télévisions
La commune est couverte par des antennes locales de radios dont France Bleu Pays de Savoie, ODS Radio, Radio Semnoz... Enfin, la chaîne de télévision locale TV8 Mont-Blanc diffuse des émissions sur les pays de Savoie. Régulièrement l'émission La Place du village expose la vie locale du bassin annécien. France 3 et son décrochage France 3 Alpes, peuvent parfois relater les faits de vie de la commune.

#### Presse et magazines
La presse écrite locale est représentée par des titres comme Le Dauphiné libéré, L'Essor savoyard, Le Messager - édition Genevois, le Courrier savoyard.

### Culte
L'ancienne paroisse de Cons-Sainte-Colombe était dédiée à sainte Colombe. La commune est désormais intégrée à la paroisse Saint-Joseph en pays de Faverges, qui fait partie du doyenné de la Tournette, dont le siège se trouve à Faverges. Elle se trouve dans le diocèse d'Annecy. Le culte catholique est célébré dans l'église Sainte-Colombe.

## Économie

### Activités agricoles
Le tableau ci-dessous présente les principales caractéristiques des exploitations agricoles de Cons-Sainte-Colombe, observées sur une période de 22 ans :
|                                    | 1988 | 2000 | 2010 |
| ---------------------------------- | ---- | ---- | ---- |
| Nombre d’exploitations             | 2    | 4    | 7    |
| Équivalent Unité de travail annuel | 7    | 2    | 12   |
| Surface Agricole Utile (SAU) (ha)  | 179  | 120  | 108  |
| Cheptel (nombre de têtes)          | 274  | 193  | 236  |
| Terres labourables (ha)            | s    | 32   | 24   |

### Tourisme
Le pays de Faverges et la commune de Cons-Sainte-Colombe sont tournés vers le tourisme avec notamment la présence du lac d'Annecy, les stations de ski de La Sambuy-Seythenex, du Val de Tamié et de Montmin, ainsi que l'exploitation du riche patrimoine local (musées, châteaux, etc.). Cons-Sainte-Colombe dispose également d'un site rénové et pédagogique libre d'accès des anciens fours à chaux. La promotion touristique du pays de Faverges et de la commune se fait par l'intermédiaire de l'office du tourisme de la communauté de communes, « Sources du lac d’Annecy - Pays de Faverges ». L'office de tourisme cantonal, mis en place dans les années 1980, est installé dans l'ancienne mairie de la ville de Faverges.
Le territoire permet une offre touristique variée avec une cinquantaine d’établissements sur l'ensemble du territoire de la communauté de communes, soit environ 12 300 lits touristiques (dont 50 % en campings - hôtellerie de plein air). La capacité de la commune est estimée à 71 lits touristiques en 2013 (46 lits en 1995). En 2014, la capacité d'accueil de la commune, estimée par l'organisme Savoie-Mont-Blanc, est de 72 lits touristiques répartis dans 15 établissements. La commune ne dispose ni d'hôtel, ni de camping.

## Culture locale et patrimoine

### Lieux et monuments
La commune ne compte aucun monument répertorié à l'inventaire des monuments historiques ainsi qu'à l'inventaire général du patrimoine culturel. Elle possède par contre un objet répertorié à l'inventaire des monuments historiques (bénitier en pierre du début du XVIIIe siècle) et mais aucun à l'inventaire général du patrimoine culturel.
La commune conserve sur les hauteurs du chef-lieu les ruines d'une ancienne maison forte (ruiné au XVIIIe siècle).

#### Patrimoine religieux

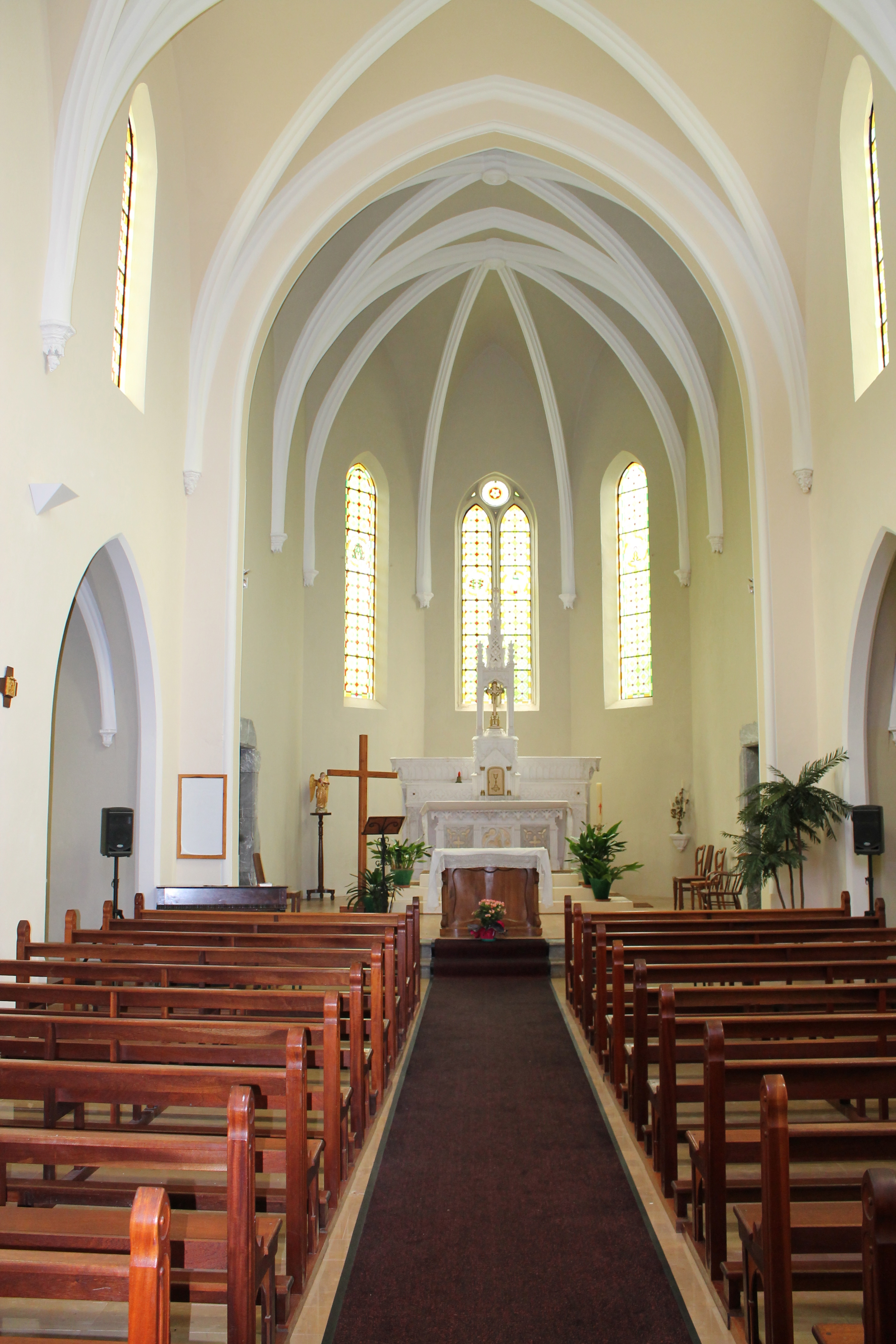
Nef de l'église de Sainte-Colombe.

- Église sous le patronage de Sainte Colombe[39]. Le nouvel édifice, de style néogothique, est construit entre 1859 et 1860. Elle est consacrée en 1865[40]. Elle abrite un harmonium fabriqué en 1860. La tempête du 21 juillet 1939 avait causé de lourds dégâts sur la commune et sur l'église. Restaurations : clocher (1970), toiture (1980), façades, sol, chauffage, peinture... vitraux (2010, 27 m2).

Arnold van Gennep au sujet de la patronne de la paroisse : « Elle est la patronne d’une paroisse dite plus anciennement Cons, et ceci dès 1477 ; mais cette paroisse n’a précisément pas de reliques de la sainte. Pourtant, Cons-Sainte-Colombe a été vers le milieu du XVe siècle un réceptacle étonnant de reliques. Par donation du 3 avril 1477, noble Urbain de Vieugy, habitant de cette paroisse au mandement d'Ugine, lui légua non moins de trente et une reliques insignes, de sorte que la petite église en eut plus à elle seule que Chambéry et Annecy réunis. ». L'original du document est conservé aux Archives communales d'Annecy.
Van Gennep ajoute : « On est, à Cons-Sainte-Colombe et à Entremont, dans une sorte d’imbroglio de thèmes légendaires et hagiographiques vraiment étrange. »

#### Patrimoine rural

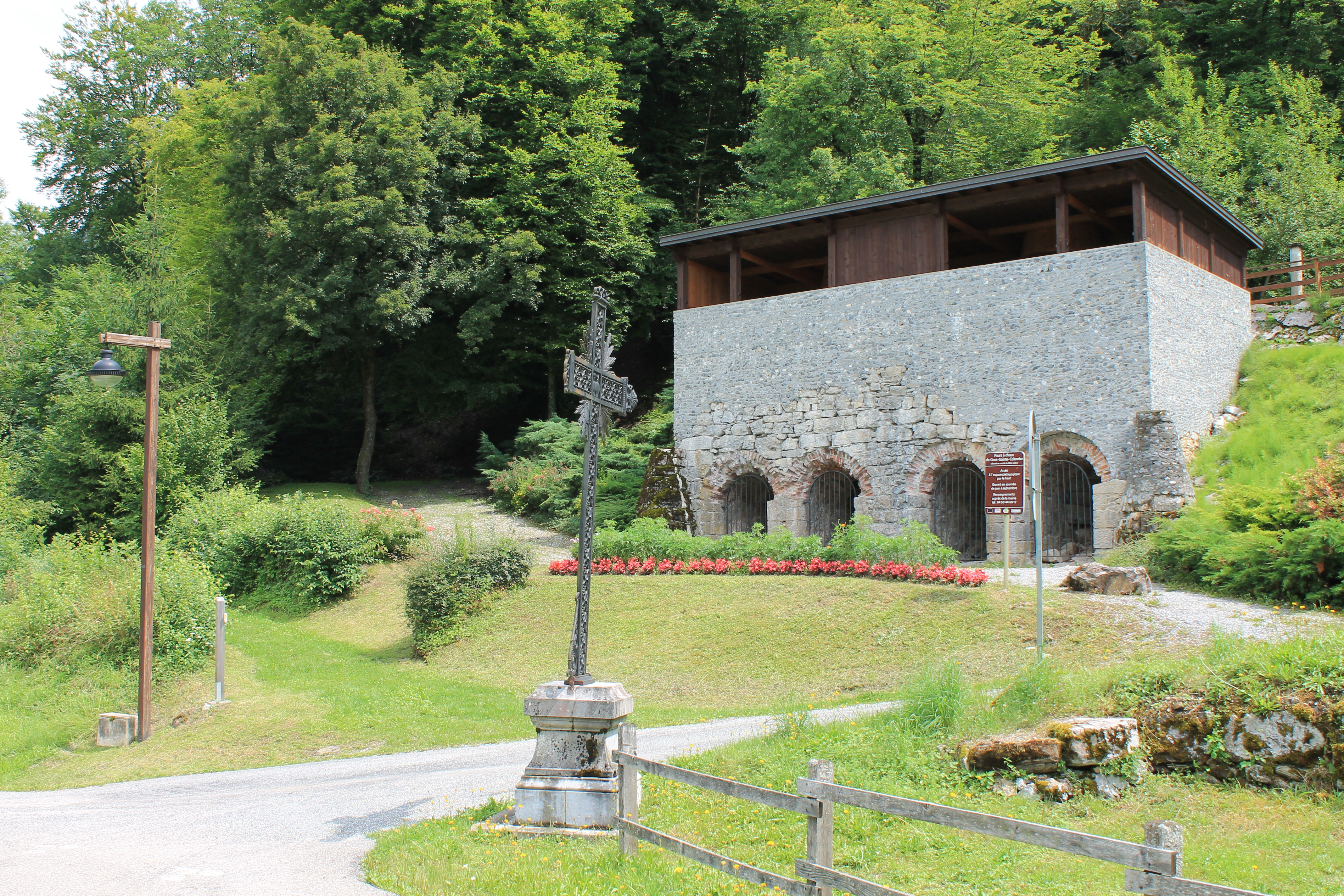
Fours à chaux, rénovés en 2003-2004.

- Fours à chaux, construits côte à côte au pied de la butte, exploités de 1750 à 1878, qui servirent à de nombreuses constructions locales (églises ou même le bâtiment de la préfecture de la Haute-Savoie). Ils ont été rénovés en 2003-2004 et l'ensemble a remporté le Prix de la région pour le patrimoine en 2008[42].

#### Patrimoine naturel
La commune appartenait au Parc naturel régional du Massif des Bauges, qui a obtenu en septembre 2011 le label international soutenu par l’UNESCO, Geopark, devenant ainsi la 1re réserve cynégétique (faune sauvage) et 3e Géopark de France (87e mondial). Ce label récompense la politique du parc de promotion de la richesse géologique du massif des Bauges.
La commune possède un espace classé zone naturelle d'intérêt écologique, faunistique et floristique (ZNIEFF) avec les « Massifs orientaux des Bauges ».

### Espaces verts et fleurissement
En 2014, la commune obtient le niveau « trois fleurs » au concours des villes et villages fleuris.